# E23 (trasa europejska)
E23 – trasa europejska pośrednia północ-południe, wiodąca z miejscowości Metz we Francji do Lozanny w Szwajcarii.

## Przebieg
- Francja: Metz – Laxou - Flavigny-sur-Moselle
- Szwajcaria: Orbe - Lozanna